# Mårten Pahlbäck
Mårten Pahlbäck, född 22 november 1962, är en svensk tidigare bandymålvakt. Hans moderklubb var Ljusdals BK, och han spelade för klubben mellan 1979 och 2000.